# Les Garçons
Les Garçons war eine 1963 gegründete Beatband, die bis 1968 in Norddeutschland spielte und 1992 ein Comeback erlebte.

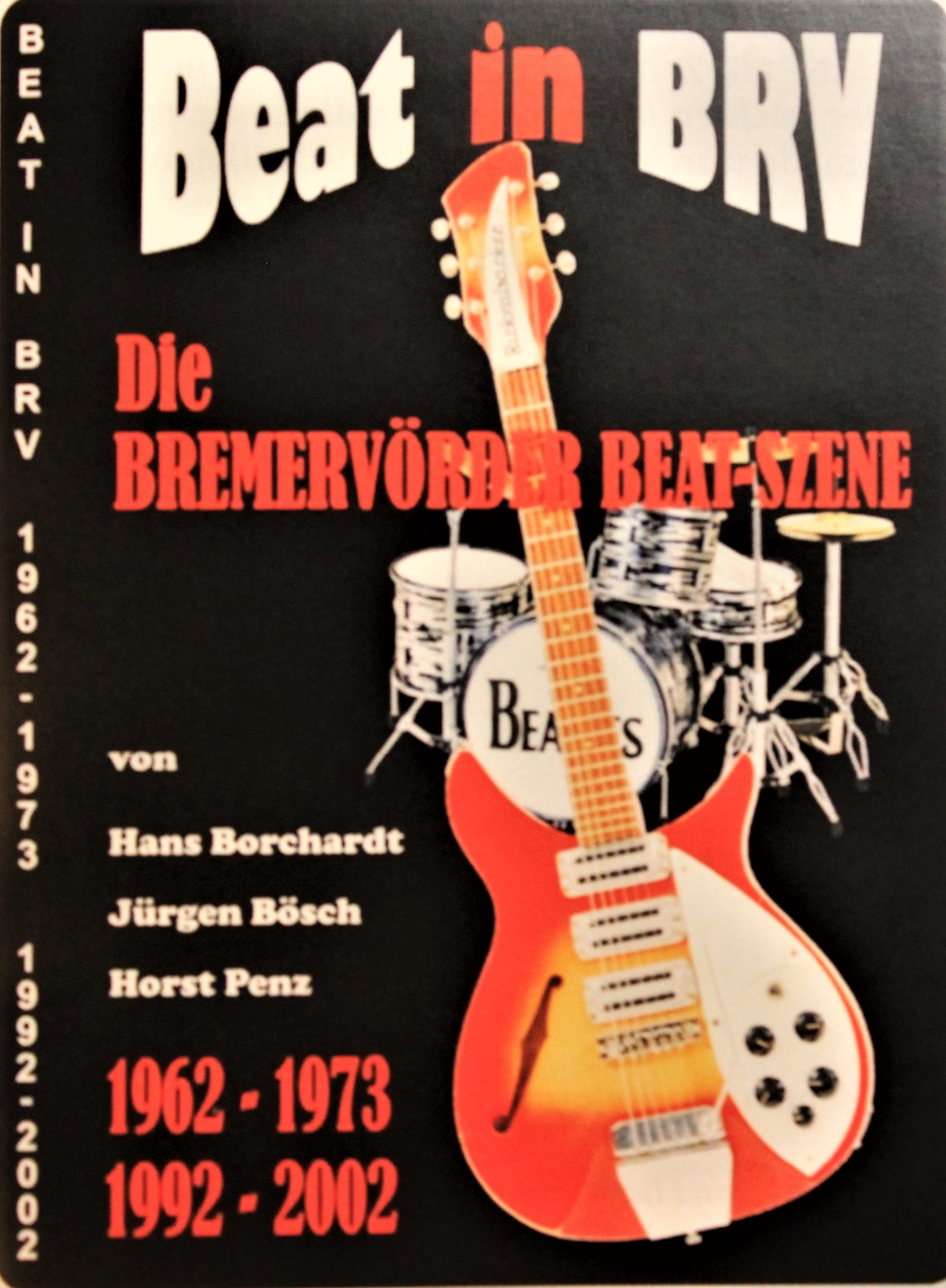
Les Garcons Buch "Beat in BRV"

## Geschichte
Die Jugendband Les Garçons wurde Anfang 1963 in Bremervörde gegründet und hatte wie fast alle Jugendbands dieser Zeit den Anspruch, die Livemusik für die seinerzeit modernen Tänze wie Rock ’n’ Roll und Twist zu spielen. Diese Musik war in den 1960er Jahren von zum Tanz aufspielenden Musikkapellen und deutschen Radiosendern kaum zu hören und wurde von jungen Leuten vorwiegend in Radio Luxemburg, AFN und den sogenannten Piratensendern wie z. Bsp. Radio Caroline gehört. Vor diesem Hintergrund haben die musikbegeisterten Schüler und Lehrlinge Lutz Wiebusch, Michael Schwekendiek, Jürgen Bösch und Heinrich Peters mit einfachsten Mitteln eine Band gegründet und vorwiegend englischsprachige Stücke der Beatles, Searchers, The Lords, Rattles, Bee Gees, Byrds und anderen Rock-, Pop- und Beat-Bands gespielt. Das wunderbare Chanson von Françoise Hardy: „Tout les garcons et les filles“ wurde Pate für ihren Namen. Bei den ersten Übungsterminen fehlte es noch an der notwendigen Ausrüstung und geeigneten Übungsräumen, aber mit Improvisation und Hilfe von Freunden entstand eine Band im ländlichen Raum mit vielen treuen Fans.

## Auftritte
Der 1. öffentliche Auftritt fand im Sommer 1963 im Erweiterungsgebäude der alten 1963 abgerissenen Mittelschule statt. Aufgrund des Erfolges folgten weitere Auftritte zum Tanztee im Haus der Jugend und sehr häufig im Bremervörder Schützenhof. Karl Hundsdörfer und Bernhard Sanning ergänzten die Les Garcons und weitere Mitglieder wie Thomas Thormann, Friedhelm Bialluch, Wolfgang Steinort sowie Horst Penz traten für weggezogene oder verhinderte Mitglieder in die Band ein. Die Musikbegeisterung dieser Zeit lässt sich auch an den treuen bis zu 200 Fans ermessen, die „ihre Band“ bei den auswärtigen Auftritten begleiteten. Da die Bandmitglieder Lehrlinge oder Schüler weitergehender Schulen waren, wurde die Band von ihren „Managern“ Karl und Peter Frerk unterstützt. Sie wohnten allein in einem großen Haus und kümmerten sich nicht nur um die Auftritte, Werbung sowie Bürokratie, sondern stellten auch ihre riesige Diele zum Üben zur Verfügung.

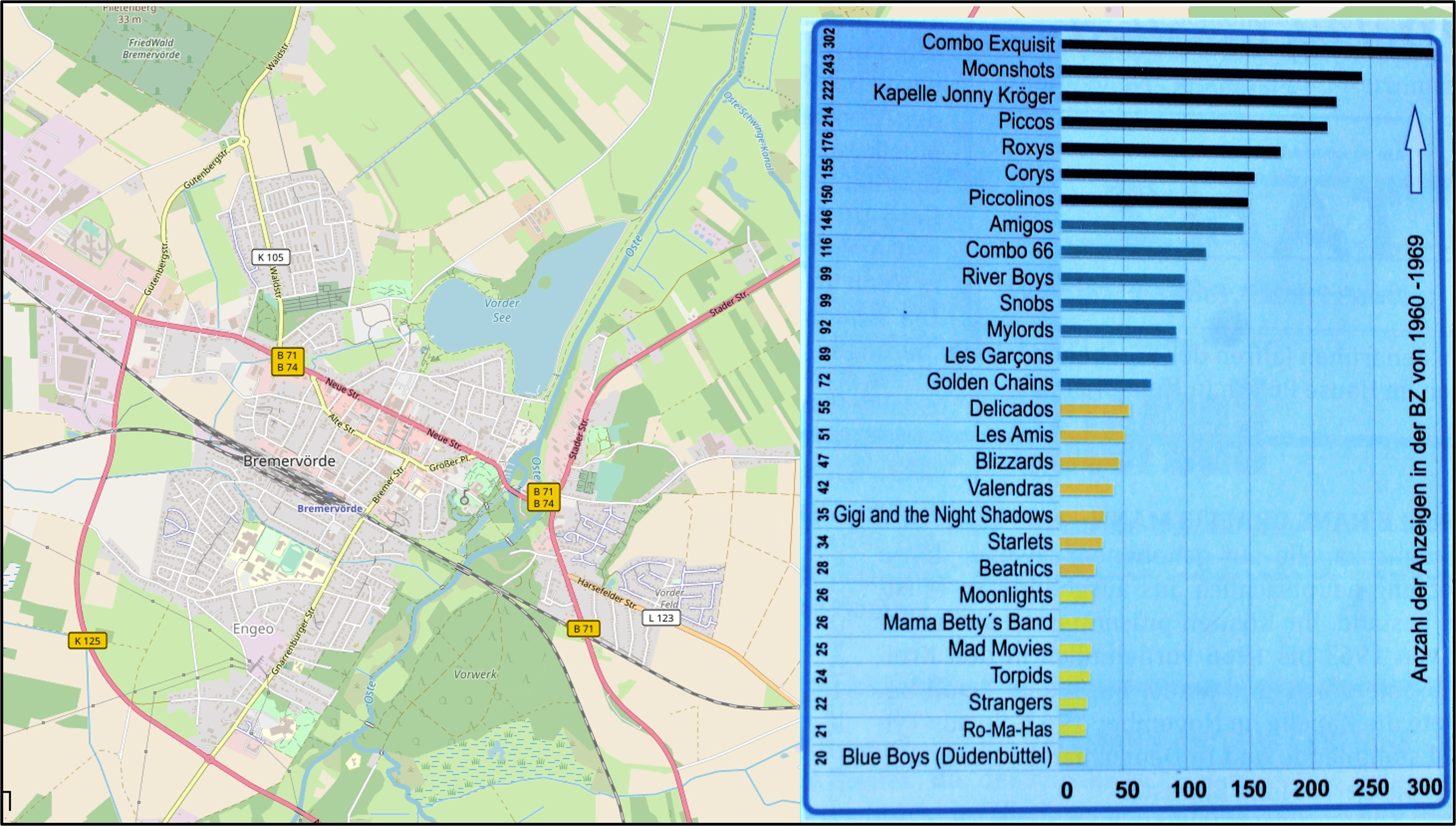
Auftritt der Band in den 1960er Jahren

Im Schützenhof Bremervörde wurde mehrfach im Vorprogramm der Hamburger Gruppe Rattles gespielt, und im Sommer 1966 traten sie im Spreckenser Schmiedekrug gemeinsam mit der deutschen Beat- und Rockband The Lords aus Berlin auf. Im bekannten Bahnhofs-Hotel in Deinste wurde gemeinsam mit The Rivets und dem Top-Sänger Henner Hoier ein erfolgreiches Konzert gestaltet. Ein weiterer Höhepunkt war das Rock- und Beatfestival in der Horneburger Festhalle, an der die Gruppe neben den „Valendras“ und der englischen Rock-Gruppe „Creation“ teilnahm.

## Auflösung und Comeback
Inzwischen näherte sich die Lehrzeit einiger Bandmitglieder dem Ende und der Wehrdienst musste angetreten werden. Für 1967 wurde auch daher die Auflösung der Band ins Auge gefasst, und mit einer großen Abschiedsparty am 18. Juni im Hotel Schützenhof Bremervörde gefeiert. Aus verschiedenen Gründen verschob sich die Auflösung dann bis zum 15. Dezember 1968, dem "endgültigen" Termin des Abschiedskonzertes.
25 Jahre später kam der Kern der Gruppe mit Lutz Wiebusch und Jürgen Bösch, die von Anfang dabei waren sowie Friedhelm Bialluch, Karl Hundsdörfer und Wolfgang Steinort wieder zusammen, und sie spielten im August 1992 bei der Oldie Night am Vörder See. Dieser Auftritt mit vielen begeisterten "alten" Fans war so bewegend, dass ein Neubeginn beschlossen wurde. In den kommenden 10 Jahren wurde bei Bremervörder Festen, bei Geschäftseröffnungen und Jubiläen sowie Tanztees gespielt.